# Gran Bretagna ai Giochi della IX Olimpiade
La Gran Bretagna partecipò ai Giochi della IX Olimpiade, svoltisi ad Amsterdam, Paesi Bassi, dal 28 luglio al 12 agosto 1928,  
con una delegazione di 232 atleti, di cui 31 donne, impegnati in 14 discipline,
aggiudicandosi 3 medaglie d'oro, 10 medaglie d'argento e 7 medaglie di bronzo.

## Medagliere

### Per discipline
| Sport            | Oro | Argento | Bronzo | Totale |
| ---------------- | --- | ------- | ------ | ------ |
| Atletica leggera | 2   | 2       | 1      | 5      |
| Canottaggio      | 1   | 2       | 1      | 4      |
| Ciclismo         | 0   | 3       | 1      | 4      |
| Nuoto            | 0   | 2       | 2      | 4      |
| Scherma          | 0   | 1       | 0      | 1      |
| Lotta libera     | 0   | 0       | 1      | 1      |
| Ginnastica       | 0   | 0       | 1      | 1      |
| Totale           | 3   | 10      | 7      | 20     |

### Medaglie
| Medaglia | Atleta | Sport            | Evento                                       |
| -------- | --- | ---------------- | -------------------------------------------- |
| Oro      | Douglas Lowe | Atletica leggera | 800 metri piani maschili                     |
| Oro      | David Burghley | Atletica leggera | 400 metri ostacoli                           |
| Oro      | John Lander Michael Warriner Richard Beesly Edward Bevan | Canottaggio      | Quattro senza maschile                       |
| Argento  | Jack London | Atletica leggera | 100 metri piani maschili                     |
| Argento  | Walter Rangeley | Atletica leggera | 200 metri piani                              |
| Argento  | Terence O'Brien Robert Nisbet | Canottaggio      | Due senza maschile                           |
| Argento  | James Hamilton Guy Oliver Nickalls Felix Badcock Donald Gollan Harold Lane Gordon Killick Jack Beresford Harold West Arthur Sulley                             | Canottaggio      | Otto maschile                                |
| Argento  | Frank Southall | Ciclismo         | Corsa individuale                            |
| Argento  | Frank Southall Jack Lauterwasser John Middleton | Ciclismo         | Corsa a squadre                              |
| Argento  | Jack Sibbit Ernest Chambers | Ciclismo         | Tandem                                       |
| Argento  | Ellen King | Nuoto            | 100 metri dorso femminili                    |
| Argento  | Joyce Cooper Cissie Stewart Vera Tanner Ellen King | Nuoto            | Staffetta 4x100 metri stile libero femminile |
| Argento  | Muriel Freeman | Scherma          | Fioretto individuale femminile               |
| Bronzo   | Cyril Gill Teddy Smouha Walter Rangeley Jack London | Atletica leggera | Staffetta 4×100 metri maschile               |
| Bronzo   | David Collet | Canottaggio      | Singolo maschile                             |
| Bronzo   | Harry Wyld Lew Wyld Percy Wyld Monty Southall | Ciclismo         | Inseguimento a squadre                       |
| Bronzo   | Annie Broadbent Lucy Desmond Margaret Hartley Amy Jagger Queenie Judd Jessie Kite Midge Moreman Carrie Pickles Ethel Seymour Ada Smith Hilda Smith Doris Woods | Ginnastica       | Concorso a squadre femminile                 |
| Bronzo   | Sam Rabin | Lotta libera     | Pesi medi                                    |
| Bronzo   | Joyce Cooper | Nuoto            | 100 metri stile libero femminili             |
| Bronzo   | Joyce Cooper | Nuoto            | 100 metri dorso femminili                    |

## Risultati

### Pallanuoto
| Atleta | Classifica                                                                                           |                          |
| --- | --- | ------------------------ |
| V · D · M Nazionale maschile britannica di pallanuoto · Giochi olimpici - Amsterdam 1928 Ablett · Beaman · Budd · Hatfield · Hodgson · Peter · Quick · Radmilovic · Temme · Freeguard · CT : - | 4°                                                                                                   |                          |
| Nazionale maschile britannica di pallanuoto · Giochi olimpici - Amsterdam 1928 | |                          |
| Ablett · Beaman · Budd · Hatfield · Hodgson · Peter · Quick · Radmilovic · Temme · Freeguard · CT: -                                                                                           | Ablett · Beaman · Budd · Hatfield · Hodgson · Peter · Quick · Radmilovic · Temme · Freeguard · CT: - | Gran Bretagna (bandiera) |